# Élections législatives de 1962 à Saint-Pierre-et-Miquelon
Les élections législatives françaises de 1962 se déroulent le 18 novembre. Dans le territoire de Saint-Pierre-et-Miquelon, un député est à élire dans le cadre d'une circonscription.

## Élus
| Circonscription        | Député sortant             | Parti | Parti  | Député élu ou réélu | Parti | Parti  |
| ---------------------- | -------------------------- | ----- | ------ | ------------------- | ----- | ------ |
| Circonscription unique | Dominique-Antoine Laurelli |       | Divers | Albert Briand       |       | Divers |

## Résultats

### Résultats à l'échelle du territoire
|                | Modérés                                 | 792   | 33,26  | 0 |  |  |
|                | Union pour la nouvelle République (UDT) | 627   | 26,33  | 0 |  |  |
|                | Majorité présidentielle                 | 1 419 | 59,60  | 0 |  |  |
|                |                                         |       |        |   |  |  |
|                | Divers                                  | 962   | 40,40  | 1 |  |  |
|                |                                         |       |        |   |  |  |
| Inscrits       | Inscrits                                | 2 962 | 100,00 | 1 |  |  |
| Abstentions    | Abstentions                             | 509   | 17,18  |   |  |  |
| Votants        | Votants                                 | 2 453 | 82,82  |   |  |  |
| Blancs et nuls | Blancs et nuls                          | 72    | 2,94   |   |  |  |
| Exprimés       | Exprimés                                | 2 381 | 97,06  |   |  |  |

### Résultats par circonscription
| | Albert Briand élu          | Sans étiquette | 962   | 40,40  |  |  |  |
| | Auguste Maufroy            | Divers droite  | 792   | 33,26  |  |  |  |
| | Dominique-Antoine Laurelli | UNR-UDT        | 627   | 26,33  |  |  |  |
| |                            |                |       |        |  |  |  |
| Inscrits | Inscrits                   | Inscrits       | 2 962 | 100,00 |  |  |  |
| Abstentions | Abstentions                | Abstentions    | 509   | 17,18  |  |  |  |
| Votants | Votants                    | Votants        | 2 453 | 82,82  |  |  |  |
| Blancs et nuls | Blancs et nuls             | Blancs et nuls | 72    | 2,94   |  |  |  |
| Exprimés | Exprimés                   | Exprimés       | 2 381 | 97,06  |  |  |  |
| Source : France, Ministère de l'intérieur. Les Elections législatives . Métropole., la Documentation française, 1967 (lire en ligne) |                            |                |       |        |  |  |  |